# Liste der Baudenkmale in Neuenkirchen (bei Anklam)
In der Liste der Baudenkmale in Neuenkirchen sind alle denkmalgeschützten Bauten der Gemeinde Neuenkirchen (Mecklenburg-Vorpommern) und ihrer Ortsteile aufgelistet. Grundlage ist die Veröffentlichung der Denkmalliste des Landkreises Ostvorpommern mit dem Stand vom 30. Dezember 1996. 

## Baudenkmale nach Ortsteilen

### Neuenkirchen
| ID | Lage           | Bezeichnung                                                                  | Beschreibung | Bild   |
| -- | -------------- | ---------------------------------------------------------------------------- | --- | ------ |
|    | (Karte)        | Friedhof, Umfassungsmauer mit Toranlage, historische Grabzeichen und -gitter | |        |
|    | (Karte)        | Kirche                                                                       | Die Feldsteinkirche in Neuenkirchen bei Anklam entstand vermutlich in der zweiten Hälfte des 13. Jahrhunderts. In seinem Innern steht vor dem Altar eine Grabplatte von Johannes Lughe mit seiner Frau. Das Epitaph stammt aus dem Ende des 14. Jahrhunderts. | Kirche |
|    | Nr. 12 (Karte) | ehemalige Schule (Wohnhaus) und Stall                                        | |        |
|    |                | Schmiede                                                                     | |        |

### Müggenburg
| ID | Lage    | Bezeichnung | Beschreibung | Bild |
| -- | ------- | --- | ------------ | --- |
|    | (Karte) | Gutsanlage mit Schloss, Umfassungsgraben und zwei Brücken, Schweinestall, Umfassungsmauer (nur Abschnitt 1 bei Wohnhaus Nr. 20) mit Toranlage, Park |              | Gutsanlage mit Schloss, Umfassungsgraben und zwei Brücken, Schweinestall, Umfassungsmauer (nur Abschnitt 1 bei Wohnhaus Nr. 20) mit Toranlage, Park |
|    | (Karte) | Wohnhaus mit Backstube |              | |
|    |         | Schmiede |              | |
|    |         | Zufahrtsallee aus Richtung Panschow (innerhalb der Dorflage), Pflasterung, Baumbestand                                                              |              | |

## Quelle
- Bericht über die Erstellung der Denkmallisten sowie über die Verwaltungspraxis bei der Benachrichtigung der Eigentümer und Gemeinden sowie über die Handhabung von Änderungswünschen (Stand: Juni 1997; PDF, 934 kB)

- Karte mit allen Koordinaten:
- OSM |
- WikiMap